# Andetxa
Andetxa/Antezana, antigament Antezana de Foronda o Antezana de Álava és un concejo del municipi de Vitòria-Gasteiz al territori històric d'Àlaba, País Basc. Està inclòs dins de la Zona Rural Nord-oest de Vitòria.

## Situació
És un llogaret situat 12 km al nord-oest de la ciutat de Vitòria. Aquest poble es troba actualment al costat de la terminal de l'Aeroport de Foronda, per la qual cosa compta amb bons accessos a través de vies ràpides.

## Població
La seva població ha descendit sensiblement en les últimes dècades, ja que en 1960 explicava encara amb 113 habitants i baixant amb el transcurs dels anys fins a 86 habitants en 2008.
| 2000 | 2001 | 2002 | 2003 | 2004 | 2005 | 2006 | 2007 |
| ---- | ---- | ---- | ---- | ---- | ---- | ---- | ---- |
| 78   | 79   | 76   | 74   | 76   | 78   | 83   | 80   |

## Història
Va pertànyer al municipi de Foronda, del que era la seva capital, fins que aquest va ser absorbit pel de Vitòria en la dècada de 1970. Al costat del poble es va construir l'aeroport de Foronda. En aquests moments és el poble més proper a la terminal de l'aeroport i a les pistes.
El que més destaca del poble és l'església de San Miguel que data del segle XVIII-XIX. Les festes patronals se celebren el 29 de setembre.